# Amphineurus cacoxenus
Amphineurus cacoxenus är en tvåvingeart som beskrevs av Alexander 1925. Amphineurus cacoxenus ingår i släktet Amphineurus och familjen småharkrankar. Inga underarter finns listade i Catalogue of Life.